# Westland Marathon 1972
De Westland Marathon 1972 werd gehouden op zaterdag 27 mei 1972. Het was de vierde editie van deze marathon. De wedstrijd werd gelopen met noodweer.
De Oostenrijker Georg Förster won de wedstrijd in 2:21.20. Hij had een grote voorsprong op de rest van het veld.
In totaal finishten er 114 deelnemers. Er namen geen vrouwen deel aan de wedstrijd, want marathonwedstrijden voor vrouwen bestonden er in die tijd nog niet.

## Uitslag
| rang   | naam             | land | tijd    |
| ------ | ---------------- | ---- | ------- |
| Goud   | Geert Jansen     | NED  | 2:21.20 |
| Zilver | Bernie Allen     | ENG  | 2:23.21 |
| Brons  | Fernand Kolbeck  | FRA  | 2:25.35 |
| 4      | No op den Oordt  | NED  | 2:26.42 |
| 5      | Théo Bock        | LUX  | 2:27.54 |
| 6      | Henk Kalf        | NED  | 2:28.30 |
| 7      | John Jones       | ENG  | 2:30.11 |
| 8      | Klaas de Ruiter  | NED  | 2:30.58 |
| 9      | Henk van Irssen  | NED  | 2:31.22 |
| 10     | Theo van de Rakt | NED  | 2:32.27 |

1969 ·
1970 ·
1971 ·
1972 ·
1973 ·
1974 ·
1975 ·
1976 ·
1977 ·
1978 ·
1979 ·
1980 ·
1981 ·
1982 ·
1983 ·
1984 ·
1985 ·
1986 ·
1987 ·
1988 ·
1989 ·
1990 ·
1991 ·
1992 ·
1993 ·
1994 ·
1995 ·
1996 ·
1997 ·
2014